# 小野栄一
小野 栄一（おの えいいち、1930年2月5日 - ）は、日本の司会者、コメディアン、ボードビリアン、実業家である。娘は歌手の小野ひとみ。

## 来歴
1930年（昭和5年）2月5日、北海道に生まれる。新制・北海道立札幌第二高等学校（現在の北海道札幌西高等学校）では映画評論家の品田雄吉と同期、俳優の左右田一平は一期下であった。同校卒業後、北海道大学に進学するも中途退学。
1952年（昭和27年）、日本コロムビアの司会者として舞台に立ち、デビューする。
昭和中期にテレビや寄席などで活躍、美空ひばりや灰田勝彦の物まね、テレビ番組『そっくりショー』の司会などで知られた。また、テレビ映画『オットいたゞき』では人情味あふれる詐欺師役を演じ、テレビ人形劇『ひょっこりひょうたん島』では声優を務めるなど、多方面で活躍した。

六本木のクラブ「オーカルカッタ」のステージに、早野凡平らと立つなどの活動も行った。
1966年（昭和41年）に放映開始したテレビ映画『オットいたゞき』の主題歌を自ら作詞、歌唱。1960年代後半に放映開始した三越ハウス（三越商事）のコマーシャルソング『一つやまこし三越商事』も自ら作詞、歌唱している。
1970年代には、芸能プロダクション（ONOプロダクション）の経営を務め、台湾に進出、酒巻輝男のプロモーションを行なった。
1974年（昭和49年）2月、自宅が全焼。同月、坂上二郎宅も半焼し、芸能人宅の連続火災としてワイドショーに取り上げられた。
甥に評論家の唐沢俊一、漫画家の唐沢なをきがおり、1991年（平成3年）にはONOプロダクションの仕事を唐沢俊一が引き継いだ。
2010年（平成22年）、テレビドラマ『熱海の捜査官』に熱海の謎の老人・蛇川方庵 役で出演し、健在な姿を見せた。
落語協会に所属していたが、2015年12月で退会している。

## 主な出演番組
- 『金の歌銀の歌』、ラジオ南日本 - 司会
- 『マルマン深夜劇場』、日本テレビ放送網、1962年
- 『そっくりショー!』（第1期）、讀賣テレビ放送、1964年11月3日 - 1969年3月25日 - 司会
- ミノルフォンアワー『みんなでみんなで歌謡ショー』、日本教育テレビ（現在のテレビ朝日）、1965年10月10日 - 1966年3月27日放送 - 審査員
- 『演芸スターショー』、日本教育テレビ、1967年1月16日 - 同年3月27日 - メイン出演者
- 『爆笑グランドパレード』、フジテレビジョン、1968年3月5日 - 同年9月10日 - おもな出演
- 『ひょっこりひょうたん島』/『キャプテン・キッドの休日』、NHK総合テレビ、1968年12月30日放送 - チコ・ウナロン役
- 『ドタバタ大合戦』、東京12チャンネル（現在のテレビ東京）、1968年10月4日 - 1969年3月28日放送 - 司会
- 『スターなんでも大会』、讀賣テレビ放送、1969年4月4日 - 同年9月26日 - 司会
- 『大正テレビ寄席』、日本教育テレビ、1963年6月12日 - 1970年代初期（1978年6月25日番組終了） - ものまね芸で出演

## フィルモグラフィ

### 映画
- 『喜劇競馬必勝法 大穴勝負』、監督瀬川昌治、東映、1968年 - 競馬場の男 役

### テレビ映画
- 日産スター劇場『堂々たる人生』、日本テレビ放送網、1963年12月7日放映
- 『オットいたゞき』
  - 作田中美樹 / 須藤勝弥、演出土屋蔵三、日本教育テレビ、1964年4月3日放映 - 単発、主演
  - 作田中美樹、監督土屋蔵三、東映テレビ・プロダクション / 日本教育テレビ、1966年8月8日 - 同年9月26日放映 - 連続ドラマ、主演
- 『天下の若者』、フジテレビジョン、1964年3月13日 - 1965年3月26日放映
- 『特別機動捜査隊』、東映テレビ・プロダクション / 日本教育テレビ - ゲスト出演
  - 第219回『007はテーブルナンバー』、脚本瀬川昌治、監督松島稔、1966年1月5日放映
  - 第516回『涙の季節風』、脚本鹿谷裕一、監督中村経美、1971年9月22日放映
- 『天下の青年』、フジテレビジョン、1967年4月3日 - 同年7月10日放映
- 『愛妻くん ラブレター』、日活 / 東京放送、1967年7月16日放映
- 日産スター劇場『養子天国』、日本テレビ放送網、1967年11月4日放映
- 『熱海の捜査官』、テレビ朝日、2010年 - 蛇川方庵 役

## ディスコグラフィ
すべて歌唱、一部作詞作品がある。
- 『オットいたゞき』、作詞小野栄一、作曲伊部晴美、1966年
『笑タイム』所収、EMIミュージック・ジャパン、2003年11月27日発売
- 『パパの子守唄』、作曲遠藤実、ミノルフォンレコード（現在の徳間ジャパンコミュニケーションズ）、1969年
- 『一つやまこし三越商事』、作詞小野栄一、作曲宮崎尚志、1970年前後 - 三越商事コマーシャルソング
『懐かしのCMソング大全3』所収、EMIミュージック・ジャパン、1993年8月25日発売
- 『すたこらさっさ』、作詞田辺茂一、作曲山崎唯、ワーナー・パイオニア（現在のワーナーミュージック・ジャパン）、1976年

## 註
1. ↑  『有名人一流高校人脈』、p.16-17.
2. ↑  オットいたゞき、テレビドラマデータベース、2011年8月17日閲覧。
3. 1 2  作品データベース検索サービス検索結果、JASRAC、2011年8月17日閲覧。
4. ↑  熱海の捜査官、テレビドラマデータベース、2011年8月17日閲覧。
5. ↑  佐藤友美, ed (平成28年3月28日). 演芸界、2015年の出来事. 東京かわら版 4月号増刊 寄席演芸年鑑2016年版. p. 73

## 関連事項
- 酒巻輝男（勝利太郎）